# Акабира
Акабира (јап. 赤平市) град је у Јапану у префектури Хокаидо и субпрефектури Сорачи. Према попису становништва из 2017. у граду је живело 10.686 становника. Име града на језику аину значи „планински гребена”.

## Становништво
Према подацима са пописа, у граду је 217. године живело 10.686 становника.